# Tretjärnarna (Burträsks socken, Västerbotten, 717755-168374)
Tretjärnarna är en sjö i Skellefteå kommun i Västerbotten och ingår i Rickleåns huvudavrinningsområde.